# Âne ragusano
L'âne ragusano ou âne de la province de Raguse, nommé asino ragusano  en italien, est une race d’âne italienne originaire de Sicile, et plus précisément de la province de Raguse. C'est un âne de taille moyenne à la robe bai foncé. Il est utilisé pour le bât et l'attelage mais il est également reconnu en Italie pour sa production mulassière. Reconnue par le Ministère de l'Agriculture en 1953, la race est gérée par l'lstituto di Incremento Ippico di Catania. 

## Histoire
La race a subi de nombreux croisements au cours des siècles notamment avec l'âne de Pantelleria et l'âne sicilien, puis dans un second temps avec l'âne de Martina Franca et l'âne catalan.
L'âne ragusano a ensuite connu des mélanges consanguins afin de fixer les caractéristiques de la race. 
La race a été officiellement reconnue en 1953.

## Description

### Morphologie
Sa taille se situe entre 1,40 m et 1,45 m au garrot pour les mâles et entre 1,35 m et 1,38 m pour les femelles.
La tête n'est pas trop lourde avec une jolie expression. Le profil est presque rectiligne avec un front large et plat. Les oreilles sont longues et portées hautes. L'encolure est bien attachée, les épaules presque droites, et le garrot légèrement surélevé. Son dos est droit et la croupe est large. Les articulations des membres sont amples et robustes,. Les aplombs sont réguliers.

### Robe
Sa robe est le plus souvent bai foncé avec un ventre brun clair. Le bout du nez est gris ou blanc et à poil ras, tout comme le tour des yeux,.

### Tempérament
Il est réputé dynamique, nerveux et énergique,.

## Utilisations
Il est essentiellement utilisé pour le bât et l'attelage. 
Mais il est également recherché pour la production mulassière. Croisé avec une jument Sanfratellano, il produit des mulets de très bonne qualité, employés dans le corps militaire des Alpins.
Le lait d'ânesse est également un débouché pour la race, celui-ci étant très proche du lait maternel. De plus, en raison de son pied sûr, il est toujours utilisé comme monture dans la campagne.

## Diffusion de l'élevage
L'lstituto di Incremento Ippico di Catania tient le stud-book de la race.
La zone d'origine et d'élevage est située sur les communes de Raguse, Modica, Scicli et Santa Croce Camerina.